# Пантен
Пантен (фр. Pantin) град је у Француској у региону Ил де Франс, у департману Сена-Сен Дени.
По подацима из 2006. године број становника у месту је био 53.577.

## Демографија
| 1962.  | 1968.  | 1975.  | 1982.  | 1990.  | 1999.  | 2006.  | 2011.  |
| ------ | ------ | ------ | ------ | ------ | ------ | ------ | ------ |
| 46.292 | 47.607 | 42.739 | 43.553 | 47.303 | 49.919 | 53.577 | 53.797 |

## Партнерски градови
- Скандичи